# شمس‌آباد، پاکستان
شمس‌آباد (به انگلیسی: Shamsabad) یک روستا در پاکستان است که در پنجاب واقع شده‌است. شمس‌آباد ۷۶٬۰۰۰ نفر جمعیت دارد و ۶۰۸ متر بالاتر از سطح دریا واقع شده‌است.